# Znojmo Knights 2022
Questa voce raccoglie le informazioni riguardanti gli Znojmo Knights nelle competizioni ufficiali della stagione 2022.

## Austrian Football League 2022

### Stagione regolare
| Znojmo 2 aprile 2022, ore 15:00 2ª giornata | Znojmo Knights | 14 – 43 (0-0 0-3 14-27 0-13) referto | Vienna Vikings | Městský stadion |

| Vienna 9 aprile 2022, ore 14:00 3ª giornata | Danube Dragons | 35 – 28 (21-6 6-8 8-14 0-0) referto | Znojmo Knights | Sportplatz Donaufeld |

| Znojmo 1º maggio 2022, ore 14:00 5ª giornata | Znojmo Knights | 9 – 12 (0-12 0-0 9-0 0-0) referto | Telfs Patriots | Městský stadion |

| Graz 7 maggio 2022, ore 15:00 6ª giornata | Graz Giants | 26 – 28 (0-14 19-7 0-7 7-0) referto | Znojmo Knights | Stadion Eggenberg |

| Znojmo 15 maggio 2022, ore 16:00 7ª giornata | Znojmo Knights | 17 – 0 (0-0 7-0 3-0 7-0) referto | Salzburg Ducks | Městský stadion |

| Mödling 28 maggio 2022, ore 16:00 8ª giornata | AFC Rangers Mödling | 12 – 14 (0-7 0-0 6-7 6-0) referto | Znojmo Knights | Stadion Mödling (700 spett.) |

| Traun 4 giugno 2022, ore 16:00 9ª giornata | Traun Steelsharks | 26 – 10 (7-3 0-7 10-0 9-0) referto | Znojmo Knights | Sportzentrum Traun (1190 spett.) |

| Znojmo 18 giugno 2022, ore 19:00 10ª giornata | Znojmo Knights | 55 – 15 (13-0 14-15 7-0 21-0) referto | Tirol Raiders | Městský stadion |

| Znojmo 26 giugno 2022, ore 16:00 11ª giornata | Znojmo Knights | 7 – 19 (0-7 0-9 7-3 0-0) referto | Prague Black Panthers | Městský stadion |

| Telfs 3 luglio 2022, ore 14:00 12ª giornata | Telfs Patriots | 19 – 14 (7-7 6-7 0-0 6-0) referto | Znojmo Knights | Sportzentrum Telfs (1200 spett.) |

## Statistiche di squadra
| Competizione | %Vittorie | In casa | In casa | In casa | In casa | In casa | In casa | In trasferta | In trasferta | In trasferta | In trasferta | In trasferta | In trasferta | Totale | Totale | Totale | Totale | Totale | Totale |
| Competizione | %Vittorie | G       | V       | N       | P       | Pf      | Ps      | G            | V            | N            | P            | Pf           | Ps           | G      | V      | N      | P      | Pf     | Ps     |
| ------------ | --------- | ------- | ------- | ------- | ------- | ------- | ------- | ------------ | ------------ | ------------ | ------------ | ------------ | ------------ | ------ | ------ | ------ | ------ | ------ | ------ |
| Campionato   | .400      | 5       | 2       | 0       | 3       | 102     | 89      | 5            | 2            | 0            | 3            | 94           | 118          | 10     | 4      | 0      | 6      | 196    | 207    |
| Totale       | .400      | 5       | 2       | 0       | 3       | 102     | 89      | 5            | 2            | 0            | 3            | 94           | 118          | 10     | 4      | 0      | 6      | 196    | 207    |

## Statistiche personali

### Marcatori
| Giocatore             | Ruolo | TD rush | TD recv | TD int | TD p.ret | TD k.ret | TD oth | Xp1 | Xp2 | FG | Saf | Totale |
| --------------------- | ----- | ------- | ------- | ------ | -------- | -------- | ------ | --- | --- | -- | --- | ------ |
| Jones                 |       | 0       | 9       | 0      | 0        | 0        | 0      | 0   | 1   | 0  | 0   | 56     |
| Douglas Ofori Dankwah |       | 4       | 0       | 0      | 0        | 0        | 0      | 0   | 0   | 0  | 0   | 24     |
| Helebrant             |       | 0       | 0       | 0      | 0        | 0        | 0      | 13  | 0   | 3  | 0   | 22     |
| S. Borković           |       | 0       | 2       | 0      | 0        | 0        | 0      | 8   | 0   | 0  | 0   | 20     |
| A. Borković           |       | 2       | 0       | 1      | 0        | 0        | 0      | 0   | 0   | 0  | 0   | 18     |
| Dvorský               |       | 2       | 1       | 0      | 0        | 0        | 0      | 0   | 0   | 0  | 0   | 18     |
| Howard                |       | 2       | 0       | 0      | 0        | 0        | 0      | 0   | 0   | 0  | 0   | 12     |
| R. Lewis jr           |       | 0       | 0       | 1      | 0        | 0        | 1      | 0   | 0   | 0  | 0   | 12     |
| ?                     |       | 1       | 0       | 0      | 0        | 0        | 0      | 0   | 1   | 0  | 0   | 8      |
| Tinka                 |       | 0       | 0       | 1      | 0        | 0        | 0      | 0   | 0   | 0  | 0   | 6      |
| Team                  |       | 0       | 0       | 0      | 0        | 0        | 0      | 0   | 0   | 0  | 1   | 2      |

### Passer rating
| Giocatore | G  | Att | Comp | Int | Yds  | TD | NFL   | NCAA   |
| --------- | -- | --- | ---- | --- | ---- | -- | ----- | ------ |
| Howard    | 10 | 232 | 105  | 6   | 1499 | 12 | 73,19 | 111,43 |